# Estación de Prado del Rey
Prado del Rey es una estación de la línea ML-2 de Metro Ligero Oeste situada en la zona homónima de Pozuelo de Alarcón, junto a los estudios de RTVE.
Su tarifa corresponde a la zona B1 según el Consorcio Regional de Transportes.

## Historia

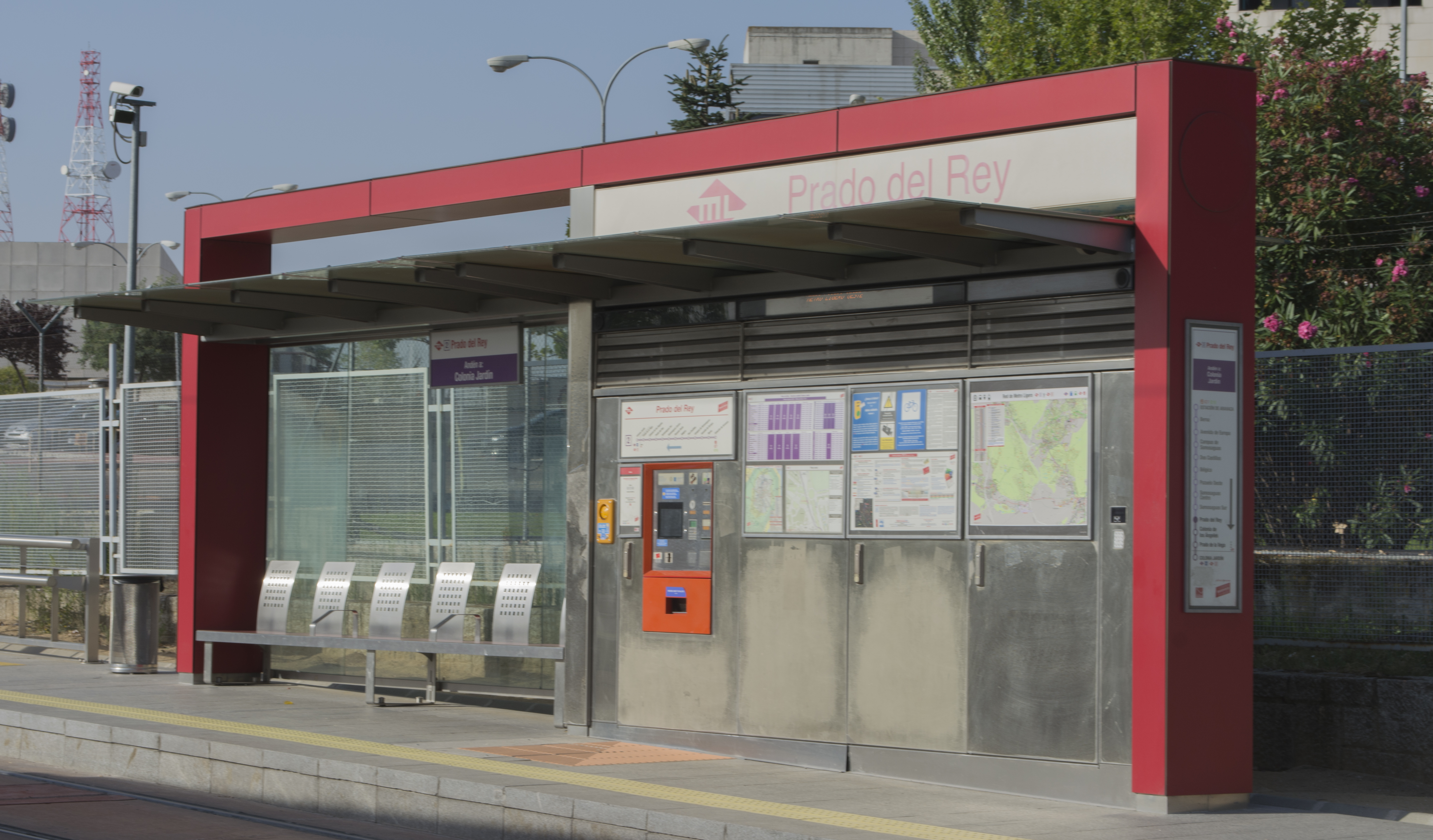
Andén de la estación en dirección Colonia Jardín.

La estación fue abierta al público el 27 de julio de 2007, al igual que el resto de estaciones de las dos líneas del Metro Ligero Oeste.
A la salida de la estación en dirección a la Estación de Aravaca, antes de entrar la línea en un túnel, se encuentra el único cruce a nivel con el tráfico rodado de toda la línea, testigo de un aparatoso accidente con un camión en el primer mes de funcionamiento de la línea.

## Accesos
- Prado del Rey Avda. Radio Televisión, s/n. Cerca de los Estudios de RTVE

## Líneas y conexiones

### Metro Ligero
| << cabecera    | < estación             | línea | estación >     | cabecera >> |
| -------------- | ---------------------- | ----- | -------------- | ----------- |
| Colonia Jardín | Colonia de los Ángeles |       | Somosaguas Sur | Aravaca     |

### Autobuses
| Diurnos |                                                                               |                                                                                              |                           |
| Línea   | Destino                                                                       | Parada                                                                                       | Operador                  |
| 560     | Pozuelo de Alarcón                                                            | 08660 Ctra. M502-Prado del Rey Carretera de Carabanchel (M-502), km. 2,5 (sentido creciente) | Avanza Movilidad Integral |
| 561     | Pozuelo de Alarcón - Majadahonda - Las Rozas de Madrid                        | 08660 Ctra. M502-Prado del Rey Carretera de Carabanchel (M-502), km. 2,5 (sentido creciente) | Avanza Movilidad Integral |
| 561A    | Pozuelo de Alarcón - Majadahonda - Las Rozas de Madrid (por Universidad)      | 08660 Ctra. M502-Prado del Rey Carretera de Carabanchel (M-502), km. 2,5 (sentido creciente) | Avanza Movilidad Integral |
| 561B    | Pozuelo de Alarcón - Majadahonda - Las Rozas de Madrid (por Avda. Guadarrama) | 08660 Ctra. M502-Prado del Rey Carretera de Carabanchel (M-502), km. 2,5 (sentido creciente) | Avanza Movilidad Integral |
| 563     | Pozuelo de Alarcón (por Urbanización Las Minas)                               | 08660 Ctra. M502-Prado del Rey Carretera de Carabanchel (M-502), km. 2,5 (sentido creciente) | Avanza Movilidad Integral |
| 560     | Alcorcón                                                                      | 08661 Av. Radio Televisión-Prado del Rey Avenida de Radio Televisión, s/n                    | Avanza Movilidad Integral |
| 561     | Madrid (Aluche)                                                               | 08661 Av. Radio Televisión-Prado del Rey Avenida de Radio Televisión, s/n                    | Avanza Movilidad Integral |
| 561A    | Madrid (Aluche)                                                               | 08661 Av. Radio Televisión-Prado del Rey Avenida de Radio Televisión, s/n                    | Avanza Movilidad Integral |
| 561B    | Madrid (Aluche)                                                               | 08661 Av. Radio Televisión-Prado del Rey Avenida de Radio Televisión, s/n                    | Avanza Movilidad Integral |
| 563     | Madrid (Aluche)                                                               | 08661 Av. Radio Televisión-Prado del Rey Avenida de Radio Televisión, s/n                    | Avanza Movilidad Integral |